# Cảng Tiên Sa

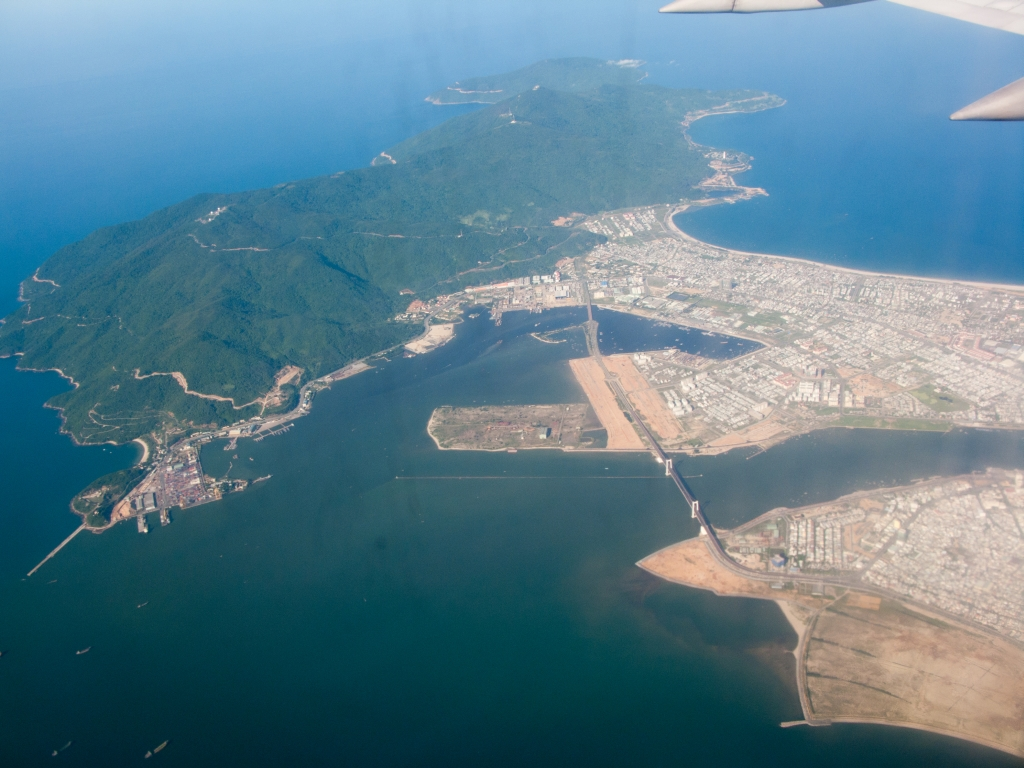
Cảng Tiên Sa trong vịnh Đà Nẵng, dựa vào bán đảo Sơn Trà

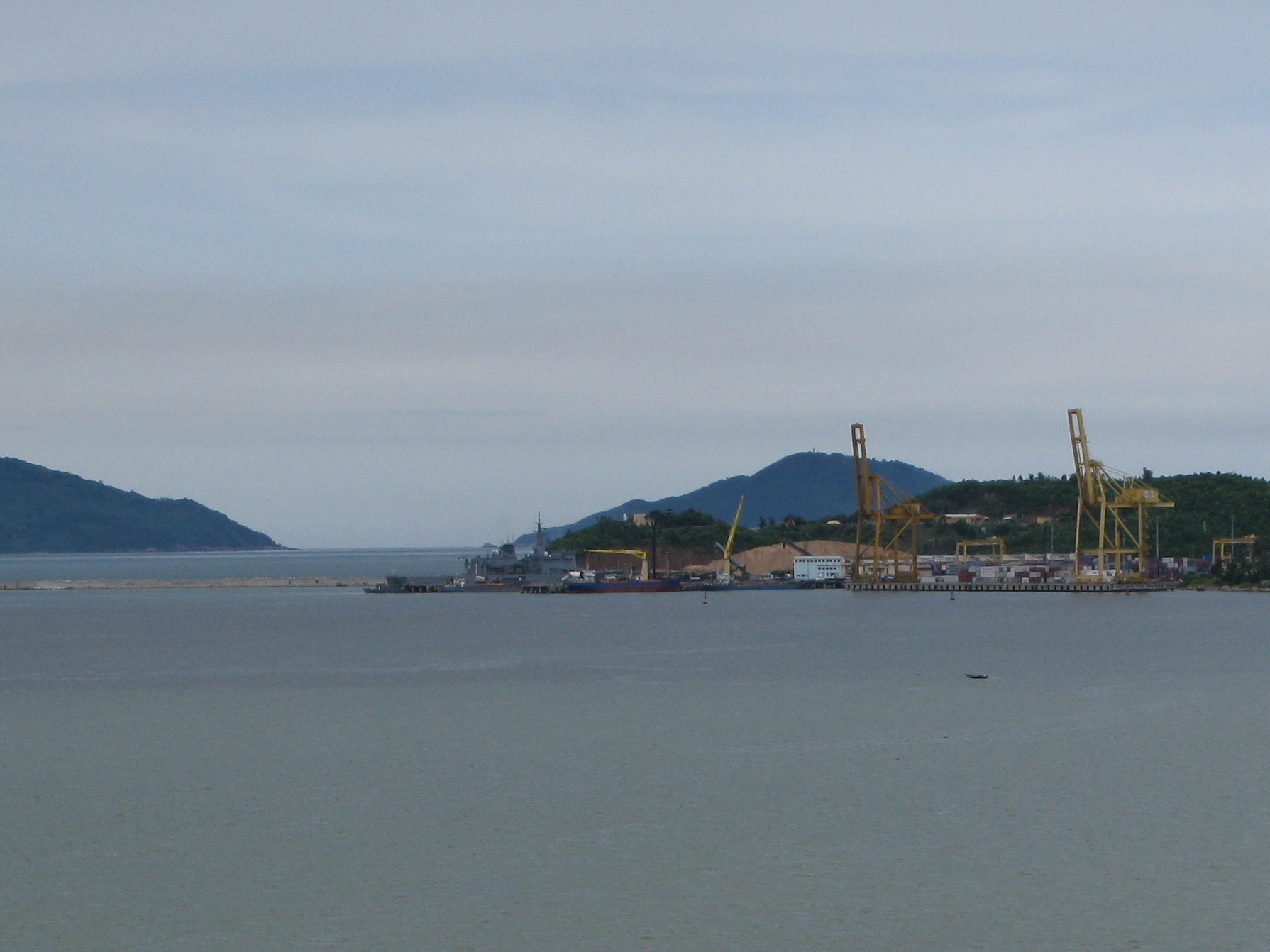
Cảng Tiên Sa và các thiết bị bốc dỡ hàng.

Cảng Tiên Sa là một cảng biển tại Thành phố Đà Nẵng. Cảng này là một trong những cảng quan trọng nhất khu vực Trung Bộ Việt Nam. Năm 2007, cảng đã bốc dỡ tổng cộng 2,7 triệu tấn hàng hóa. Đây là đầu mối giao thông quan trọng của Hành lang kinh tế Đông - Tây.
Nằm trong Vịnh Đà Nẵng, với vị trí vô cùng thuận lợi, Cảng Đà Nẵng là cảng biển nước sâu mang tầm vóc là một cảng biển lớn nhất khu vực miền Trung Việt Nam, đã đóng vai trò phát triển kinh tế khu vực cùng thành phố Đà Nẵng năng động và xinh đẹp.
Cảng Đà Nẵng có hệ thống giao thông đường bộ nối liền thông suốt giữa cảng với Sân bay quốc tế Đà Nẵng và Ga đường sắt; cách Quốc lộ 1 khoảng 12 km và gần đường hàng hải quốc tế. Cảng Đà Nẵng hiện là một khâu quan trọng trong chuỗi dịch vụ Logistics của miền Trung Việt Nam và Hành lang Kinh tế Đông Tây,  có vai trò quan trọng như một cửa ngõ chính ra biển Đông cho cả một khu vực. Sản lượng hàng hóa qua Cảng Đà Nẵng luôn có tốc độ tăng trưởng cao đặc biệt là lượng hàng container. Ngoài ra,  Cảng Đà Nẵng còn là điểm đến lý tưởng cho các tàu du lịch.
Cảng Đà Nẵng bao gồm hai khu cảng chính là Xí nghiêp Cảng Tiên Sa và Cảng Sơn Trà, sở hữu 1.400m cầu bến cùng các thiết bị xếp dỡ và các kho bãi hiện đại, có năng lực khai thác lên đến 6 triệu tấn hàng mỗi năm. Cảng Tiên Sa có khu bến container với hệ thống kho bãi, đê chắn sóng, thiết bị chuyên dụng hiện đại, phục vụ giao thương hàng hóa và phát triển kinh tế, du lịch cho vùng hậu phương gồm các tỉnh miền Trung, Tây Nguyên, Nam Lào, Đông Bắc Thái Lan thông qua tuyến hàng lang kinh tế Đông Tây. Cảng Tiên Sa có khả năng tiếp nhận tàu hàng tổng hợp đến 45.000 DWT,  tàu container đến 2.000 teus và cả tàu khách đến 75.000 GRT.
Cảng Đà Nẵng luôn được sự quan tâm sâu sắc của Chính phủ, lãnh đạo Thành phố các cấp đối với sự trưởng thành và phát triển của Cảng. Năm 2014, Chủ tịch nước Trương Tấn Sang cùng đoàn công tác Trung ương và các đồng chí lãnh đạo Thành phố Đà Nẵng đã đến thăm và làm việc tại Cảng.
Với phương châm xem khách hàng là người quyết định sự tồn tại và phát triển của mình, cảng Đà Nẵng đã không ngừng nâng cao sự thỏa mãn của khách hàng bằng cách cung cấp dịch vụ ngày càng tốt hơn với  thủ tục đơn giản, định hướng vào chính lợi ích thiết thực của khách hàng, theo đúng tiêu chuẩn ISO  9001: 2008 của hệ thống Khai thác và quản lý cảng do đơn vị BV - Vương quốc Anh công nhận.
Cảng Đà Nẵng đã định hướng, thực hiện các kế hoạch phát triển và mở rộng dự kiến từ 2015 đến 2018, bao gồm lập các khu kho Logistic, bãi  trung chuyển, mở rộng Cảng Tiên Sa giai đoạn 2 và  Cảng Sơn Trà; phát triển Cảng Đà Nẵng trở thành một trong những cảng biển hàng đầu Việt Nam bằng việc hiện đại hóa Cảng theo hướng container và là điểm đến  cho các tàu Du lịch.
Cảng Đà Nẵng quyết tâm phấn đấu thực hiện theo phương châm "Năng suất - Chất lượng – Hiệu quả" và chia sẻ lợi ích với khách hàng